# Interpol
La Organización Internacional de Policía Criminal - INTERPOL (abreviado como ICPO–INTERPOL), comúnmente conocida como Interpol es la mayor organización de policía internacional, con sede central en Lyon, ciudad ubicada en la región francesa de Ródano-Alpes. Está conformada por 196 países miembros tras la adhesión de Palaos, por lo cual es una de las organizaciones internacionales más grandes del mundo, superando en dos la cifra de países unidos a las Naciones Unidas. Creada en 1923 bajo el nombre de Comisión Internacional de Policía Criminal, tomó el nombre común de Interpol a partir de su dirección telegráfica.
La sede central de la organización está en Lyon, Francia. Su presidente es Ahmed Naser Al-Raisi desde noviembre de 2021. Su secretario general es Valdecy Urquiza, quien asumió el cargo en noviembre de 2024.
Debido al papel políticamente neutral que debe jugar, la constitución de la Interpol prohíbe en su artículo 3 cualquier tipo de relación con crímenes políticos, militares, raciales y religiosos. Su trabajo se centra en la seguridad pública, terrorismo, crimen organizado, tráfico de drogas, tráfico de armas, tráfico de personas, lavado de dinero, pornografía infantil, delitos económicos y corrupción.

## Historia
Su historia comienza en 1914 en el marco del Primer Congreso Internacional de Policía Criminal, celebrado en Mónaco. Los agentes de policía, abogados y magistrados de 24 países se reunieron para discutir los procedimientos de detención, técnicas de identificación y los procedimientos de extradición.
En 1923 se crea la Comisión Internacional de Policía Criminal (ICPC), con sede en Viena (Austria), por iniciativa del Dr. Johannes Schober, presidente de la Policía de Viena.
En 1925, la Asamblea General, reunida en Berlín (Alemania), propone que cada país establezca un punto de contacto central en el marco de su estructura policial, lo que sería el precursor de la Oficina Central Nacional (OCN).
En 1932 muere el Dr. Schober, por lo que se pone en marcha la creación del puesto de secretario general. El primero en ocupar tal cargo será el austriaco Oskar Dressler, Comisionado de la Policía de su país.
En 1938, los nazis deponen al secretario general y toman el control de la organización. La mayoría de los países dejan de participar de manera efectiva y el ICPC deja de existir como organización internacional.
En 1946, Bélgica lidera la reconstrucción de la organización después del final de la Segunda Guerra Mundial. Se crea un nuevo cuartel general en París, donde se llevó a cabo un proceso democrático para elegir al presidente y al comité ejecutivo.
Tras la aprobación de una constitución modernizada, la ICPC pasa a ser la Organización Internacional de Policía Criminal-Interpol en 1956. La organización se convierte en autónoma mediante la recaudación de cuotas de los países miembros y hace de las inversiones su principal medio de apoyo.
En 1963, se lleva a cabo la primera conferencia regional, celebrada en Monrovia, Liberia.
En 1971, las Naciones Unidas reconocen a la Interpol como una organización intergubernamental.
Interpol inaugura la oficina de enlace con las Naciones Unidas en Nueva York y el primer representante especial fue nombrado en el año 2004. Actualmente la organización tiene trabajando a más de 19 000 personas, entre agentes, militares, abogados, agentes del servicio secreto e ingenieros de sistemas.

## Estructura
Según se define en el artículo 5 de su constitución, la Interpol se compone de las siguientes estructuras[cita requerida]:

### Asamblea General
Es el supremo órgano de gobierno, que se reúne cada año, pudiendo reunirse con carácter extraordinario a petición del comité ejecutivo o de la mayoría de los miembros. Se compone de los delegados designados por cada país miembro. La asamblea toma todas las decisiones relacionadas con la política, los recursos, los métodos de trabajo, las finanzas, las actividades y los programas. También elige a la Organización del Comité Ejecutivo. En términos generales, la asamblea toma decisiones por mayoría simple, en forma de resoluciones, salvo que el estatuto requiera expresamente mayoría de dos tercios. Cada país miembro tiene un solo voto representado.

### Comité Ejecutivo
El Comité Ejecutivo de Interpol es el órgano deliberativo que se reúne tres veces al año, generalmente en marzo, julio e inmediatamente antes de la Asamblea General.
De conformidad con el artículo 15 de la Constitución, el Comité Ejecutivo tiene 13 miembros: el presidente, 3 vicepresidentes y 9 delegados. Estos miembros son elegidos por la Asamblea General y deben pertenecer a distintos países. Además, el presidente y los 3 vicepresidentes deben proceder de diferentes continentes.
Su función, de conformidad con el artículo 22 de la Constitución, es la de:
1. Supervisar el cumplimiento de las decisiones de la Asamblea General.
2. Preparar la agenda para las sesiones de la Asamblea General.
3. Presentar a la Asamblea General todo programa o proyecto de trabajo que considere útiles.
4. Supervisar la administración y la labor del secretario general.

### Secretaría general

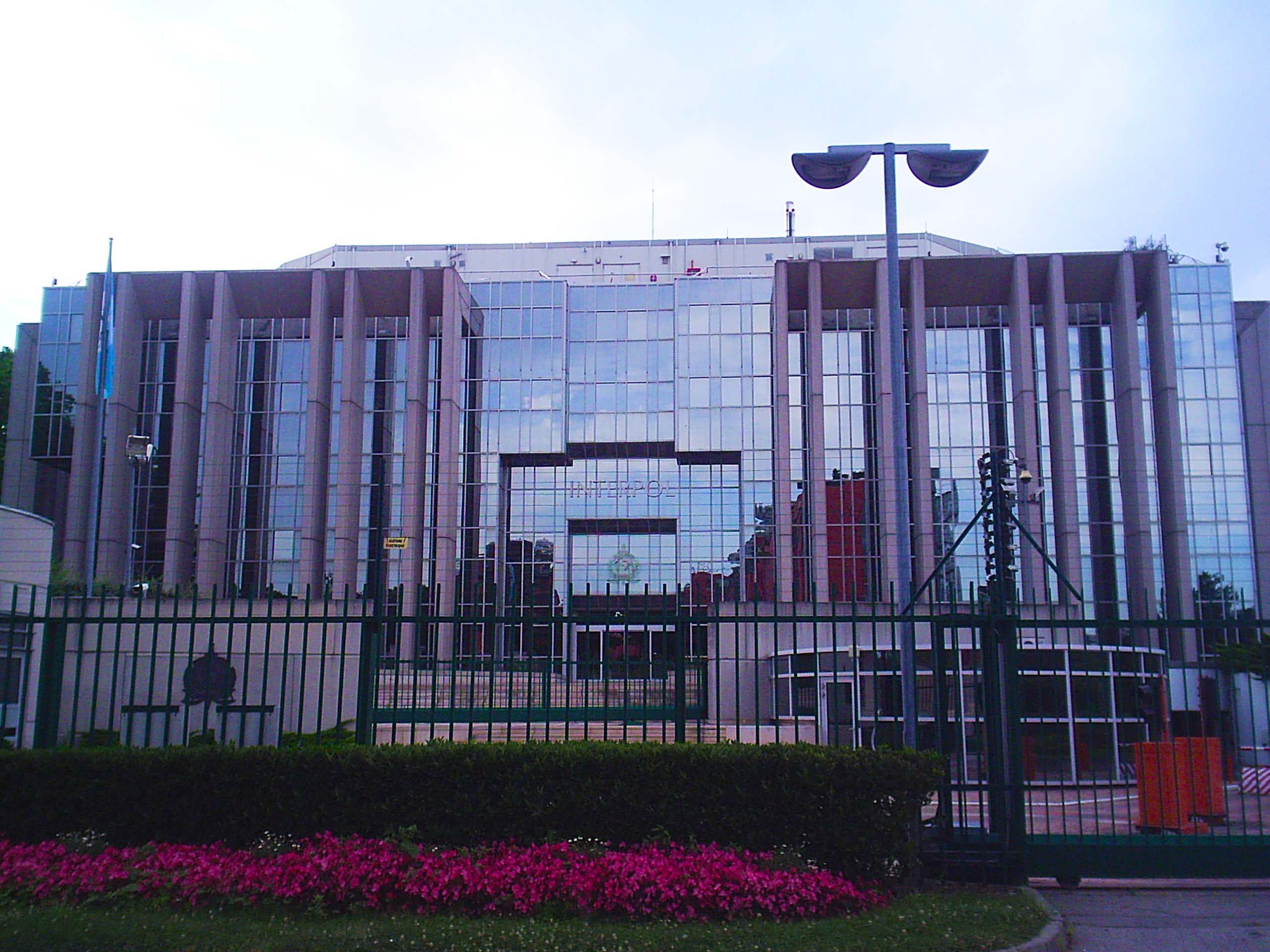
Sede de la Interpol en Lyon

Ubicada en Lyon, Francia, la Secretaría General funciona las 24 horas del día, 365 días al año, y está dirigida por el secretario general. Funcionarios de más de 80 países trabajan en cualquiera de las cuatro lenguas oficiales: árabe, inglés, francés y español. La Secretaría cuenta con seis oficinas regionales en Argentina, Costa de Marfil, El Salvador, Kenia, Tailandia y Zimbabue, y una oficina de enlace en las Naciones Unidas en Nueva York.
Es elegida por la asamblea general por un período de cinco años. Para el cumplimiento de sus funciones se estructura en cuatro subdivisiones:
1. Asamblea general.
2. Asuntos criminales.
3. Documentación general y estudios.
4. Apoyo técnico.

Sus funciones son:
1. Ejecutar los acuerdos de la asamblea general y el comité ejecutivo.
2. Actuar como centro internacional de lucha contra la delincuencia.
3. Centro técnico de información de las oficinas nacionales.
4. Organizar y ejecutar los trabajos de secretaría en las reuniones de la asamblea general y del comité ejecutivo.

## Oficinas centrales nacionales
Cada uno de los países miembros de Interpol mantiene una Oficina Central Nacional (OCN), integrada por funcionarios encargados de hacer cumplir la legislación nacional.
El papel de una OCN es participar en todas las actividades de la Interpol y prestar de modo constante la cooperación activa  compatible con las leyes de sus países a fin de que Interpol pueda lograr sus objetivos. 
La OCN es típicamente una división de un país miembro de la policía nacional, agencia de investigación o servicio, o se encuentra bajo la jurisdicción del ministerio o departamento encargado de la seguridad pública o la justicia.
El jefe de la OCN es normalmente uno de los funcionarios de más alto rango encargados de hacer cumplir la ley en el país. Dependiendo del tamaño del país, la OCN pueden tener solo dos o tres funcionarios responsables de todas las actividades relacionadas con la Interpol, o de varias decenas de funcionarios, con especialistas en el terrorismo, en los fugitivos, los delitos informáticos, la trata de seres humanos, las drogas o los bienes robados. Las OCN más grandes pueden tener sus propios asesores legales o de gestión de crisis de los centros de urgencia para tratar las solicitudes de los otros países.

### Divisiones regionales
Para prestar servicios de manera eficaz a las OCN, la Interpol y los grupos de países miembros trabajan en cinco regiones diferentes, África, América, Asia y Pacífico Sur, Europa, y Oriente Medio y Norte de África.
Esto permite que las OCN coordinen las actividades operacionales regionales en el contexto de las prioridades locales y planes de acción, para compartir las mejores prácticas e identificar las soluciones a sus necesidades de aplicación de la ley. Cada región cuenta con el apoyo de un subdirector en la Secretaría General.
Cada país miembro envía delegados a la Asamblea General de la Interpol, y cada región designa a los delegados de los 13 miembros del Comité Ejecutivo -la mayoría de los cuales son los altos jefes de la policía-. Estos dos órganos de gobierno garantizan que todas las regiones tengan voz en los planes de la organización y las estrategias. De este modo, la OCN ayuda en la aplicación de estos planes y estrategias, entre otras cosas, y actúa como un punto de enlace entre las fuerzas nacionales de policía y la comunidad Interpol.

### Policía criminal en el mundo latino
El concepto de policía criminal en algunos países del mundo latino (España, Portugal, Italia) no existe como tal, sino que se corresponde con las labores y funciones de la Policía Judicial. En México existe la Agencia de Investigación Criminal (AIC), que depende de la Fiscalía General de la República.

## Países miembros

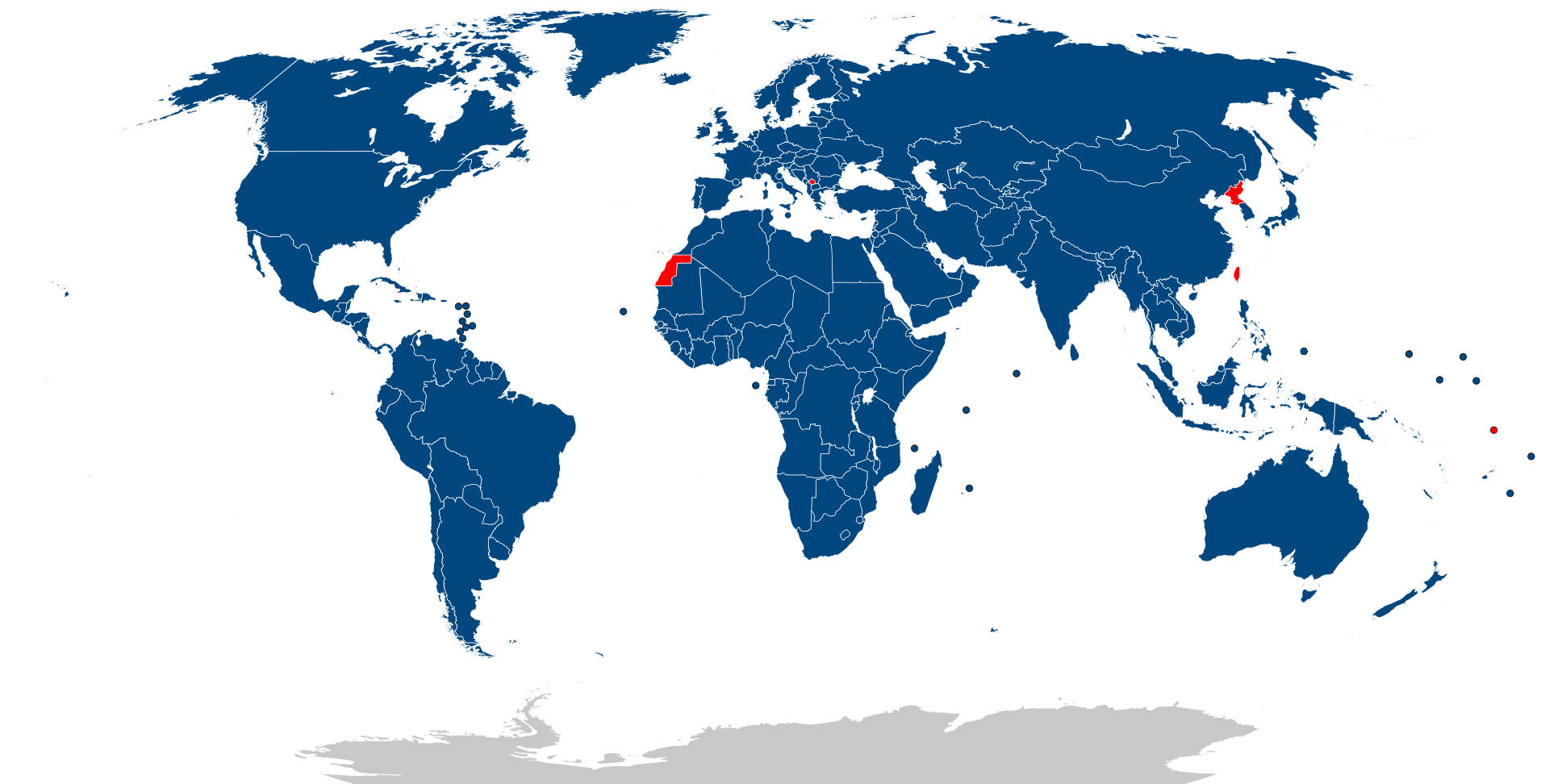
Estados miembros de Interpol

| - Afganistán - Albania - Alemania - Andorra - Angola - Antigua y Barbuda - Arabia Saudita - Argelia - Argentina - Armenia - Aruba - Australia - Austria - Azerbaiyán - Bahamas - Baréin - Bangladés - Barbados - Bélgica - Belice - Benín - Bielorrusia - Birmania - Bolivia - Bosnia y Herzegovina - Botsuana - Brasil - Brunéi - Bulgaria - Burkina Faso - Burundi - Bután - Cabo Verde - Camboya - Camerún - Canadá - Catar - Chad - Chile - China | - Chipre - Ciudad del Vaticano - Colombia - Comoras - Costa de Marfil - Corea del Sur - Costa Rica - Croacia - Cuba - Curazao - Dinamarca - Dominica - Ecuador - Egipto - El Salvador - EAU - Eritrea - Eslovaquia - Eslovenia - España - Estados Unidos - Estonia - Etiopía - Filipinas - Finlandia - Fiyi - Francia - Gabón - Gambia - Georgia - Ghana - Granada - Grecia - Guatemala - Guinea - Guinea-Bisáu - Guinea Ecuatorial - Guyana - Haití | - Honduras - Hungría - India - Indonesia - Irak - Irán - Irlanda - Islandia - Islas Marshall - Islas Salomón - Israel - Italia - Jamaica - Japón - Jordania - Kazajistán - Kenia - Kirguistán - Kiribati - Kuwait - Laos - Lesoto - Letonia - Líbano - Liberia - Libia - Liechtenstein - Lituania - Luxemburgo - Macedonia del Norte - Madagascar - Malasia - Malaui - Maldivas - Mali - Malta - Marruecos - Mauricio - Mauritania | - México - Micronesia - Moldavia - Mónaco - Mongolia - Montenegro - Mozambique - Namibia - Nauru - Nepal - Nicaragua - Níger - Nigeria - Noruega - Nueva Zelanda - Omán - Países Bajos - Pakistán - Palaos - Palestina - Panamá - Papúa Nueva Guinea - Paraguay - Perú - Polonia - Portugal - Reino Unido - República del Congo - República Democrática del Congo - República Centroafricana - República Checa - República Dominicana - Ruanda - Rumania - Rusia - San Cristóbal y Nieves - San Marino - San Martín - San Vicente y las Granadinas | - Santa Lucía - Santo Tomé y Príncipe - Samoa - Senegal - Serbia - Seychelles - Sierra Leona - Singapur - Siria - Somalia - Sri Lanka - Suazilandia - Sudáfrica - Sudán - Sudán del Sur - Suecia - Suiza - Surinam - Tailandia - Tanzania - Tayikistán - Timor Oriental - Togo - Tonga - Trinidad y Tobago - Túnez - Turkmenistán - Turquía - Ucrania - Uganda - Uruguay - Uzbekistán - Vanuatu - Venezuela - Vietnam - Yemen - Yibuti - Zambia - Zimbabue |

### Suboficinas Centrales de territorios dependientes
Del  Reino Unido:
- Anguila
- Bermudas
- Gibraltar
- Islas Caimán
- Islas Vírgenes Británicas
- Montserrat
- Islas Turcas y Caicos

De  Estados Unidos:
- Puerto Rico
- Samoa Americana

De  China
- Macao
- Hong Kong

### No miembros
- Corea del Norte
- Kosovo
- República Árabe Saharaui Democrática
- República de China
- Tokelau
- Tuvalu

## Secretarios generales y presidentes

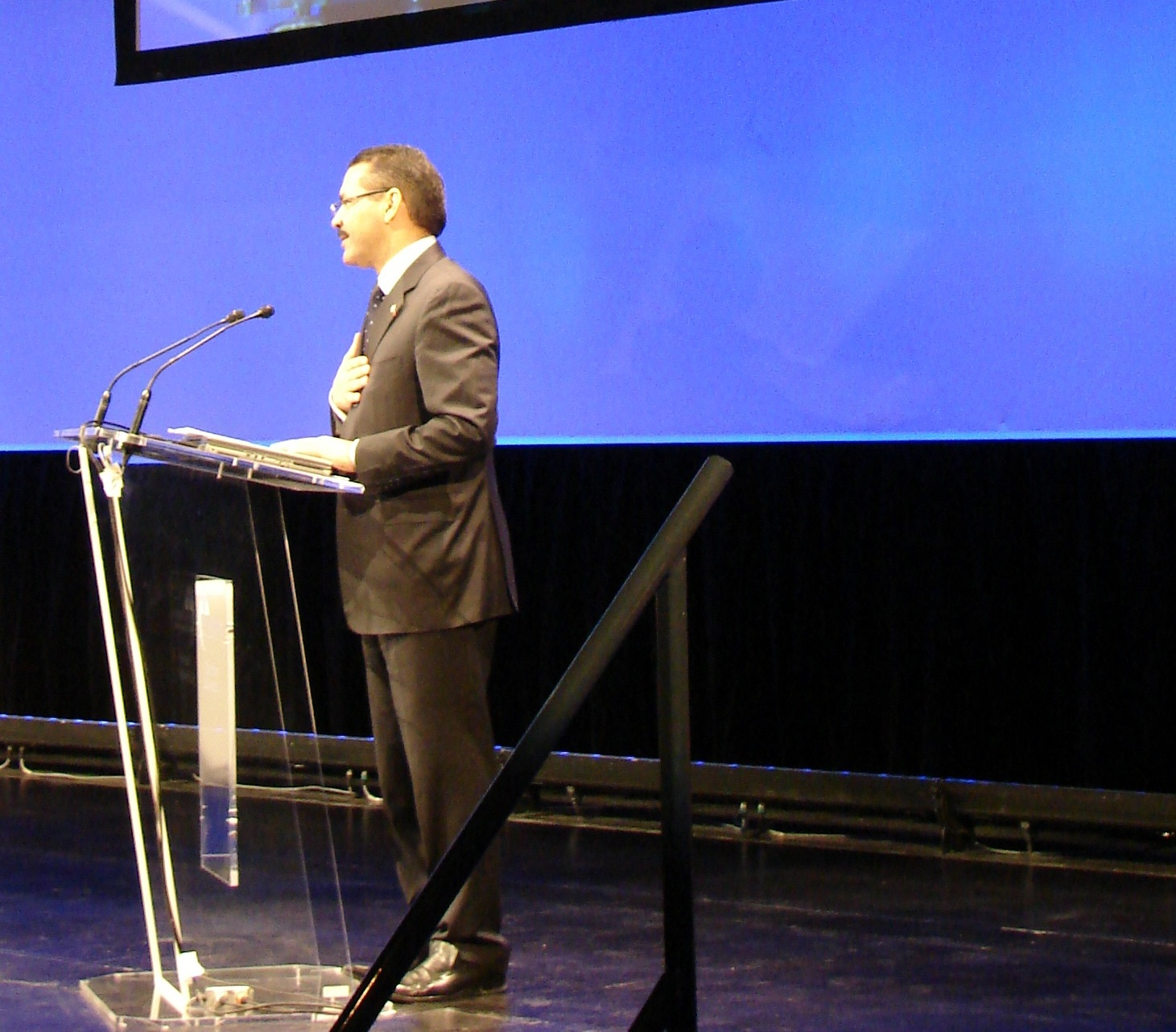
Ronald Noble, antiguo secretario general de 2000 a 2014, en el 6.º congreso mundial contra la piratería y el tráfico de productos ilícitos.

Secretarios generales desde la creación de la organización en 1923:
| Oskar Dressler  | 1923–1946 |
| Louis Ducloux   | 1946–1951 |
| Marcel Sicot    | 1951–1963 |
| Jean Népote     | 1963–1978 |
| André Bossard   | 1978–1985 |
| Raymond Kendall | 1985–2000 |
| Ronald Noble    | 2000–2014 |
| Jürgen Stock    | 2014–2024 |
| Valdecy Urquiza | 2024-act. |

Presidentes desde 1923:
| Johann Schober          | 1923–1932       |
| Franz Brandl            | 1932–1934       |
| Eugen Seydel            | 1934–1935       |
| Michael Skubl           | 1935–1938       |
| Otto Steinhäusl         | 1938–1940       |
| Reinhard Heydrich       | 1940–1942       |
| Arthur Nebe             | 1942–1943       |
| Ernst Kaltenbrunner     | 1943–1945       |
| Florent Louwage         | 1945–1956       |
| Agostinho Lourenço      | 1956–1960       |
| Sir Richard Jackson     | 1960–1963       |
| Fjalar Jarva            | 1963–1964       |
| Firmin Franssen         | 1964–1968       |
| Paul Dickopf            | 1968–1972       |
| William Leonard Higgitt | 1972–1976       |
| Carl Persson            | 1976–1980       |
| Jolly Bugarin           | 1980–1984       |
| John Simpson            | 1984–1988       |
| Ivan Barbot             | 1988–1992       |
| Norman Inkster          | 1992–1994       |
| Björn Eriksson          | 1994–1996       |
| Toshinori Kanemoto      | 1996–2000       |
| Jesús Espigares Mira    | 2000–2004       |
| Jackie Selebi           | 2004–2008       |
| Arturo Herrera Verdugo  | 2008 (interino) |
| Khoo Boon Hui           | 2008–2012       |
| Mireille Ballestrazzi   | 2012–2016       |
| Meng Hongwei            | 2016–2018       |
| Kim Jong Jang           | 2018–2021       |
| Ahmed Naser Al-Raisi    | 2021–actualidad |